# Apogonia simplex
Apogonia simplex är en skalbaggsart som beskrevs av Sharp 1881. Apogonia simplex ingår i släktet Apogonia och familjen Melolonthidae. Inga underarter finns listade i Catalogue of Life.